# Železářství

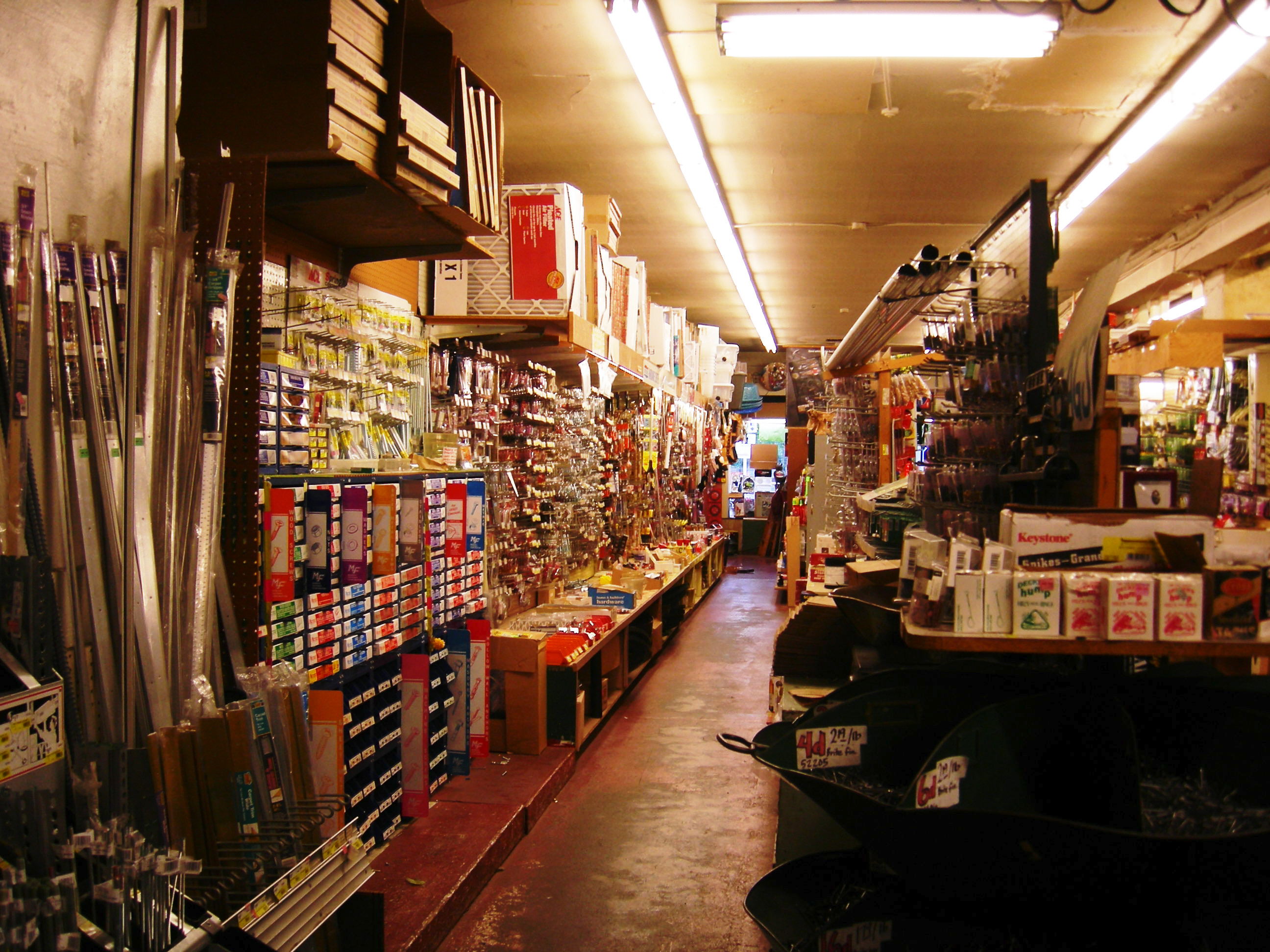
Typický obrázek ze železářství.

Železářství je specializovaný obchod resp. maloobchodní jednotka, ve které se prodává železářské zboží: spojovací materiál, hutní výrobky, ruční nářadí, elektrické nářadí, nástroje, brusivo, zámky, řetězy, vodoinstalační materiál, elektromateriál, klempířské výrobky, instalatérské potřeby, koupelnové doplňky, kování, pletivo, malířské potřeby, barvy a laky, čisticí prostředky, zahradní potřeby, ochranné pomůcky a další zboží, určené pro řemeslo, dům, chatu nebo zahradu.
Větší železářství mívají specializovaná oddělení, která nabízí i různé domácí a rekreační potřeby, např. potřeby pro lov a rybaření, zahradnictví, potřeby a krmivo pro domácí zvířata, bazény a chemii pro úpravu vody, potřeby pro domácí vaření piva, vinohradnictví, potřeby po kutily apod.
Menší železářství obvykle mívají klasickou formu pultového prodeje, větší prodejny bývají obvykle samoobslužné.